# Вильканович, Стефан Мечислав
Сте́фан Мечи́слав Вилькано́вич (пол. Stefan Mieczysław Wilkanowicz, 3 января 1924 — 9 июля 2022) — польский общественный деятель, публицист и журналист.
Закончил Варшавский политехнический университет и Люблинский католический университет. Работал на заводах «Ursus». В 1956—1957 годах принимал участие в создании Клуба католической интеллигенции. C 1957 года работал в журнале «Znak» и еженедельнике «Tygodnik Powszechny». С 1978—1994 годах был главным редактором журнала «Znak».
С 1972 по 1979 год был председателем Комиссии апостольства мирян Синода краковской архиепархии. C 1977 по 1988 год был членом Папского совета по делам мирян.
Был вице-президентом Международного совета Освенцима и руководителем его образовательной комиссии, а также председателем совета Международного центра образования о Освенциме и Холокоста. В 1999 году был выбран на пост вице-председателя Польского комитета прав при ЮНЕСКО и председателем Фонда христианской культуры «Znak».
Является автором несколько десятков книг на христианскую тематику. Вместе с Тадеушем Мазовецким является автором преамбулы Польской Конституции 1997 года.

## Награды
- Офицерский крест Ордена Возрождения Польши (2007)[4];
- Командорский крест Ордена Возрождения Польши (2012)[5];
- Кавалер Ордена святого Сильвестра.